# Amphoe Lamduan

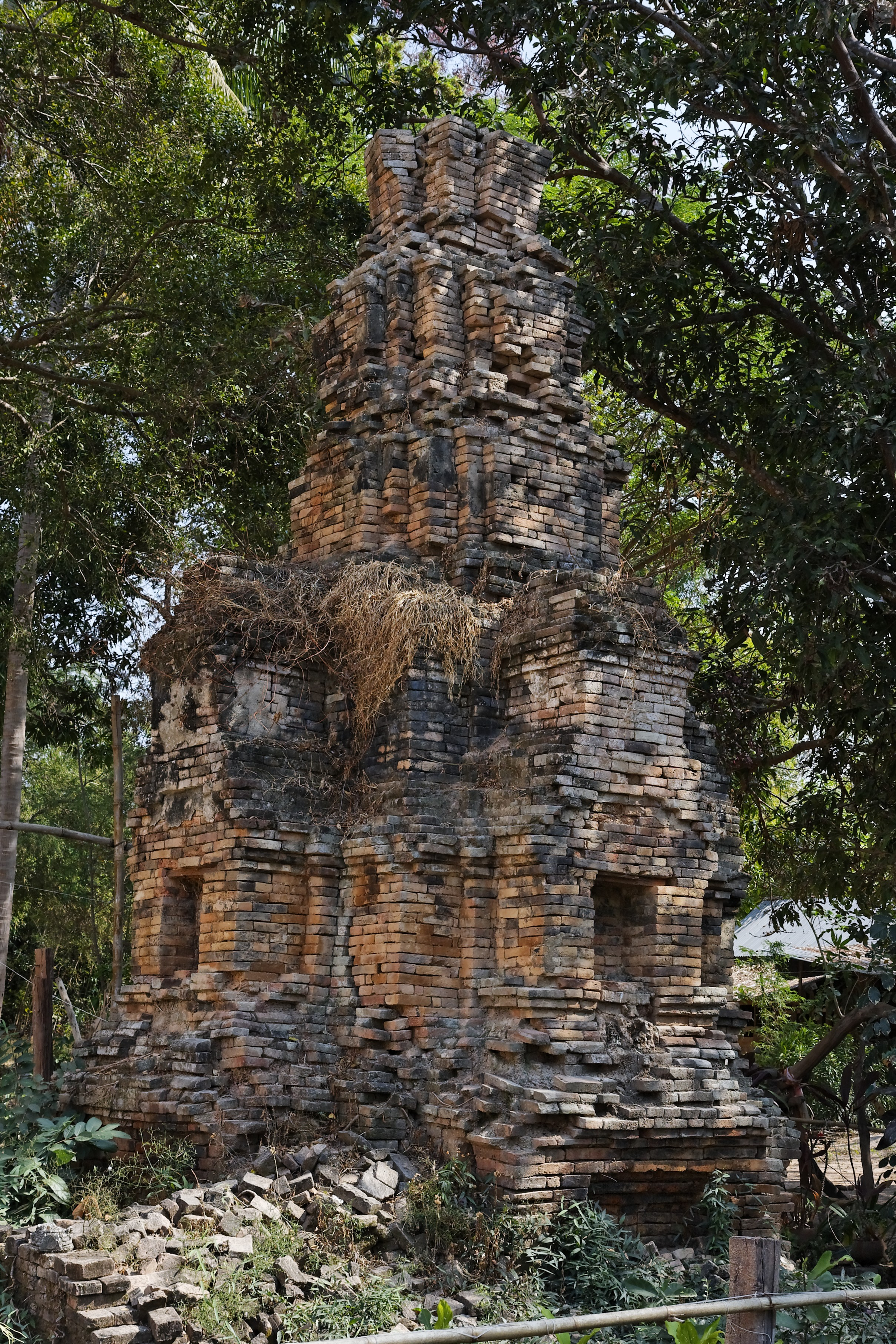
Prasat Tha Piang Tia

Amphoe Lamduan (Thai: อำเภอ ลำดวน) ist ein Landkreis (Amphoe – Verwaltungs-Distrikt) in der Provinz Surin. Die Provinz Surin liegt in der Nordostregion von Thailand, dem so genannten Isan.

## Geographie
Amphoe Lamduan grenzt an die folgenden Distrikte (von Norden im Uhrzeigersinn): an die Amphoe Sikhoraphum, Si Narong, Sangkha, Prasat und Mueang Surin. Alle Amphoe liegen in der Provinz Surin.

## Geschichte
Die Geschichte des Bezirks reicht zurück bis zur Mueang Suraphi Nathon Nikhom (สุรพินทรนิคม), die 1871 eingerichtet wurde. 1896 wurde der Status in „Distrikt Lamduan“ geändert, dieser wurde jedoch kurze Zeit später wieder aufgelöst.
Am 3. Januar 1977 wurde er erneut zunächst als „Zweigkreis“ (King Amphoe) eingerichtet, indem die zwei Tambon Lamduan und Chok Nuea vom Amphoe Sangkha abgetrennt wurden.
Am 19. Juli 1991 erfolgte schließlich die Heraufstufung zum Amphoe.

## Sehenswürdigkeiten
- Prasat Tha Piang Tia – Ruinen eines Heiligtums der Khmer aus dem 12.–13. Jahrhundert

## Verwaltung

### Provinzverwaltung
Der Landkreis Lamduan ist in 5 Tambon („Unterbezirke“ oder „Gemeinden“) eingeteilt, die sich weiter in 51 Muban („Dörfer“) unterteilen.
| Nr. | Name          | Thai       | Muban | Einw. |
| --- | ------------- | ---------- | ----- | ----- |
| 1.  | Lamduan       | ลำดวน      | 11    | 8.194 |
| 2.  | Chok Nuea     | โชคเหนือ    | 09    | 4.800 |
| 3.  | U Lok         | อู่โลก       | 11    | 5.599 |
| 4.  | Tramdom       | ตรำดม      | 10    | 5.857 |
| 5.  | Tra Piang Tia | ตระเปียงเตีย | 10    | 6.604 |

### Lokalverwaltung
Es gibt eine Kommune mit „Kleinstadt“-Status (Thesaban Tambon) im Landkreis:
- Lamduan Sunphin (Thai: เทศบาลตำบลลำดวนสุรพินท์), bestehend aus Teilen des Tambon Lamduan.

Außerdem gibt es fünf „Tambon-Verwaltungsorganisationen“ (องค์การบริหารส่วนตำบล – Tambon Administrative Organizations, TAO):
- Lamduan (Thai: องค์การบริหารส่วนตำบลลำดวน)
- Chok Nuea (Thai: องค์การบริหารส่วนตำบลโชคเหนือ)
- U Lok (Thai: องค์การบริหารส่วนตำบลอู่โลก)
- Tramdom (Thai: องค์การบริหารส่วนตำบลตรำดม)
- Tra Piang Tia (Thai: องค์การบริหารส่วนตำบลตระเปียงเตีย)